# フェッルッツァーノ
フェッルッツァーノ（イタリア語: Ferruzzano）は、イタリア共和国カラブリア州レッジョ・カラブリア県にある、人口約800人の基礎自治体（コムーネ）。

## 地理

### 位置・広がり

#### 隣接コムーネ
隣接するコムーネは以下の通り。
- ビアンコ、 ブルッツァーノ・ゼッフィーリオ、 カラッファ・デル・ビアンコ、 サンターガタ・デル・ビアンコ

## 行政

### 分離集落
フェッルッツァーノには、以下の分離集落（フラツィオーネ）がある。
- Ferruzzano Marina, Ferruzzano Superiore, Saccuti